# Flussbarsch

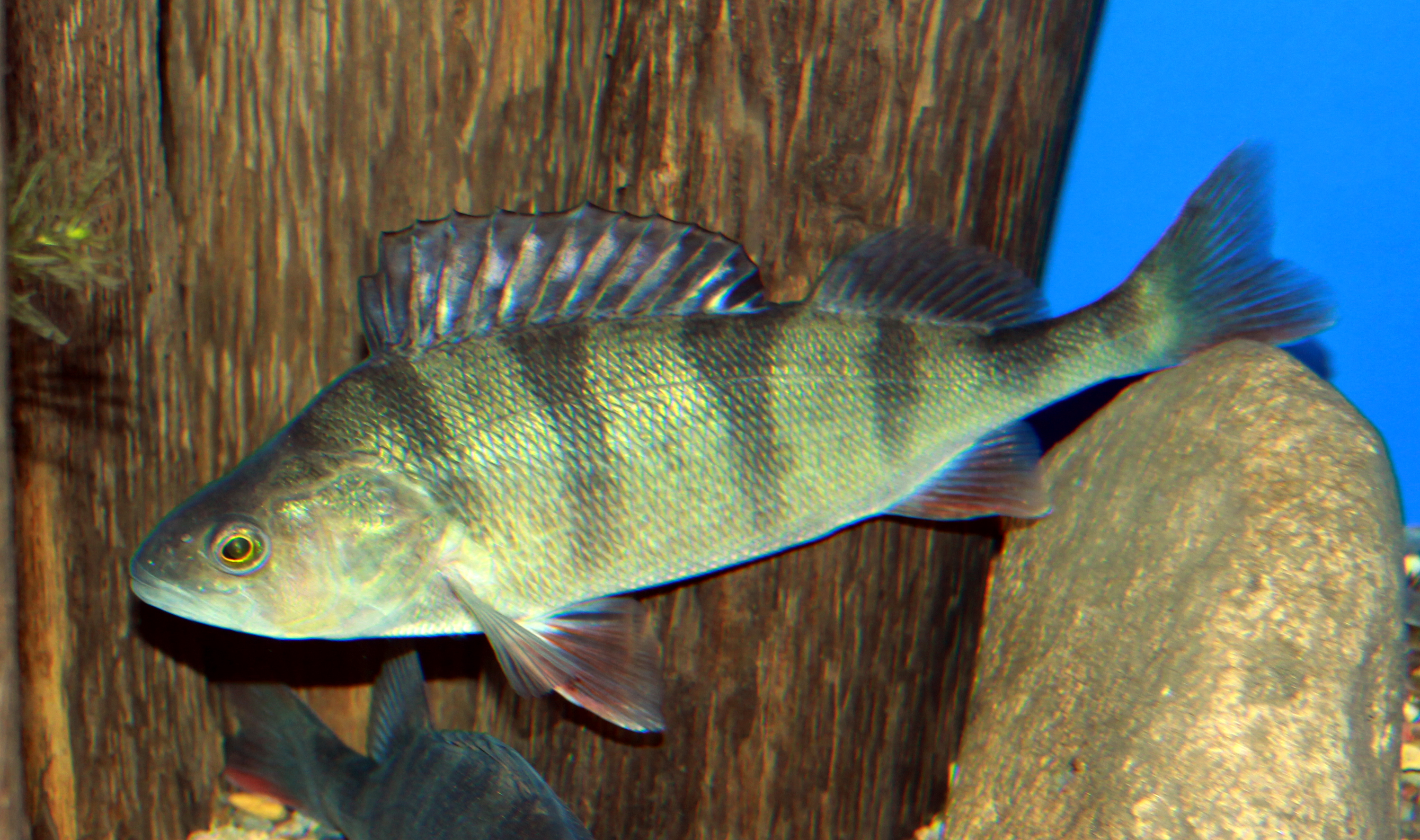
Flussbarsch im Aquarium

Der Flussbarsch (Perca fluviatilis), am Bodensee Kretzer, in der Schweiz auch Egli genannt, ist ein in ganz Europa vorkommender Süßwasserfisch. Von der IUCN wird der Flussbarsch als „nicht gefährdet“ eingestuft.
Der Flussbarsch wurde in Deutschland zum Fisch des Jahres 2023 gekürt.

## Merkmale
Typisch sind seine geteilte Rückenflosse (typisch für viele Barschartige) sowie die rötliche Färbung der Brust- und Bauchflossen. Die Bauchflossen sind brustständig. Beide Rückenflossen (besonders die vordere) sowie die Afterflosse sind mit spitzen Stachelstrahlen (Hartstrahlen) ausgestattet (vgl. Bild). Die Häute zwischen den Flossenstrahlen weisen häufig vereinzelte schwarze Flecken verschiedener Größe auf. Wie bei vielen anderen Fischarten auch, lassen sich die Rückenflossen des Flussbarsches wie ein Fächer zusammenfalten und nach hinten wegklappen. Bei Begegnungen mit Flussbarschen führt das oft dazu, dass die zwei für die Art charakteristischen Rückenflossen dem Auge des Betrachters verborgen bleiben.
Der Körper weist Streifenmuster aus 6–8 senkrechten Streifen auf und ist grau-grün gefärbt. Das Maul ist leicht oberständig (der Unterkiefer ragt über den Oberkiefer), fast endständig.
Flussbarsche erreichen je nach Nahrungsangebot im Gewässer eine durchschnittliche Länge von 20 bis 40 Zentimetern und werden selten schwerer als ein Kilogramm. Es gibt aber auch Gewässer mit vielen Großbarschen, wie zum Beispiel das Mündungsdelta des Rheins, in denen regelmäßig Fische über 50 cm gefangen werden. Auch Exemplare von über 60 cm sind verlässlich dokumentiert, doch die absolute Ausnahme. Allerdings wachsen manche Flussbarsch-Herkünfte außerordentlich langsam. Mit 8 bis 10 Jahren sind sie erst 25 cm lang. Tesch (1955) und Thorpe (1977) fanden jedoch auch deutlich „wüchsigere“ Populationen, welche bereits als vierjährige Barsche durchaus 25 cm Gesamtlänge aufweisen können. Neben genetischen Faktoren orientiert sich das Wachstumspotential am Nahrungsangebot und weiteren Gewässerbedingungen.

## Fortpflanzung und Lebensweise

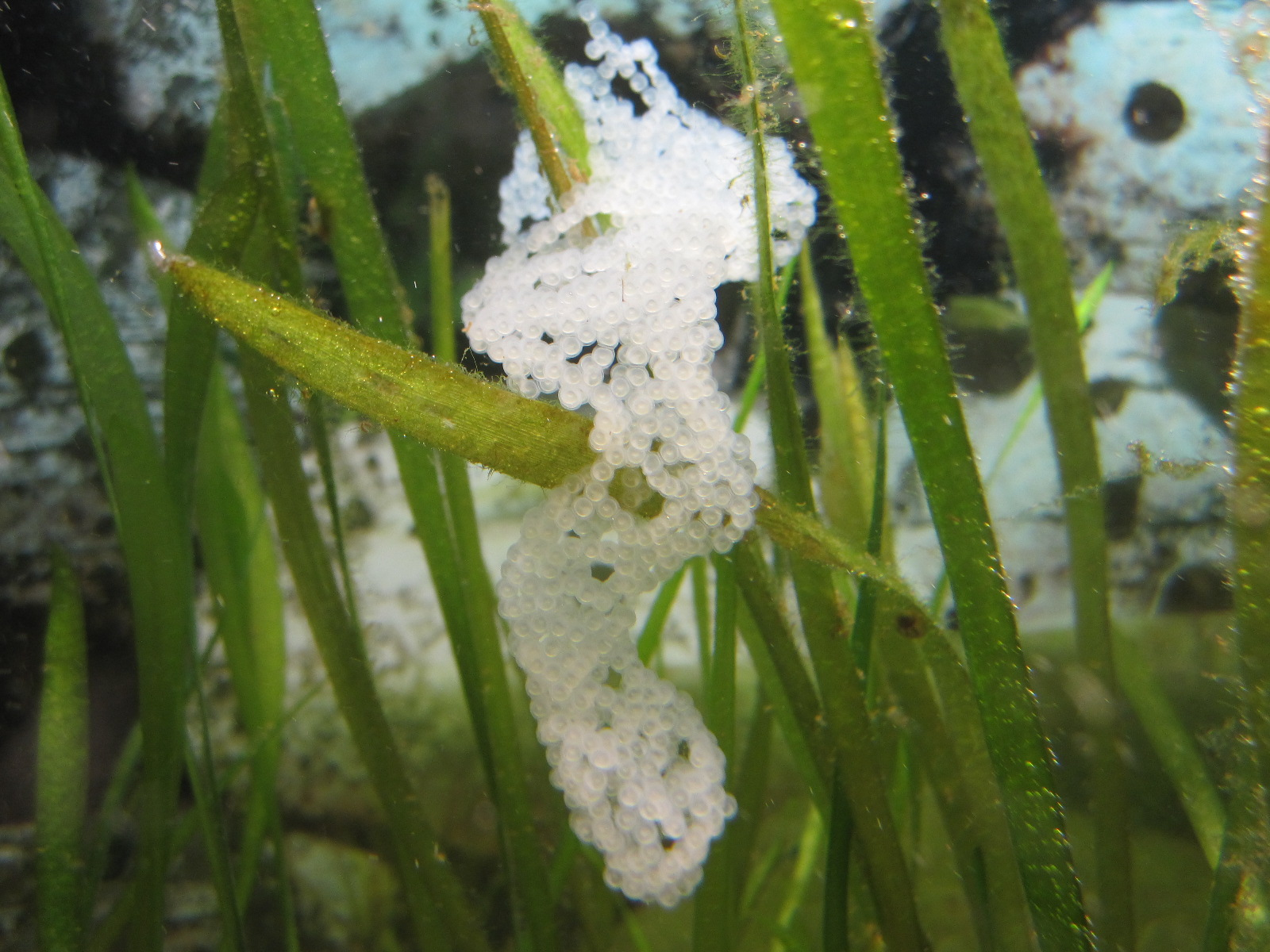
Flussbarsch-Laich

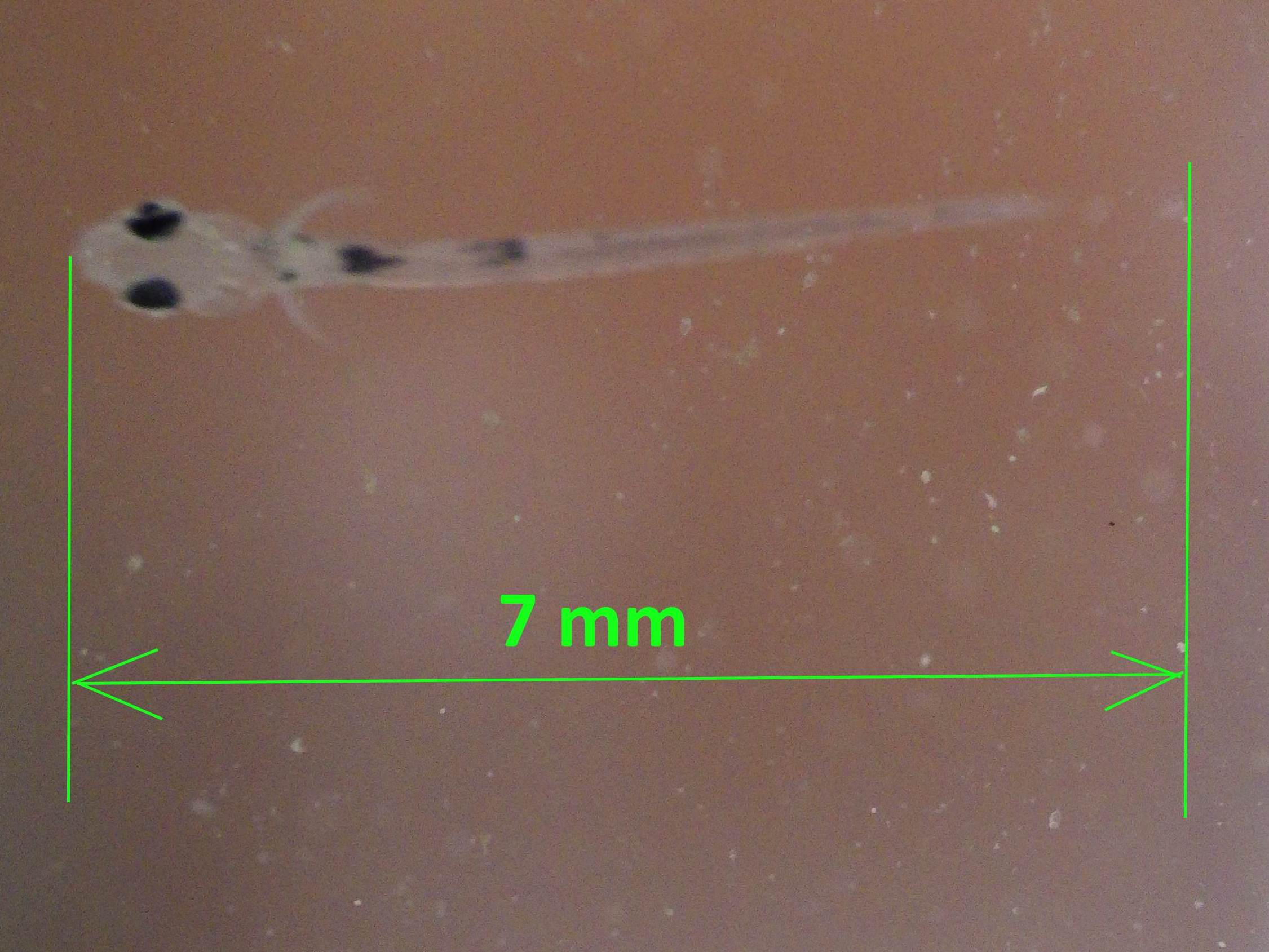
5 Tage alter Flussbarsch

Die erwachsenen Tiere laichen zwischen März und Juni im Litoral in Form von Laich-Schläuchen ab, welche sekundär zu unregelmäßigen Laichbändern (auch Laichschnüre oder Laichstreifen genannt) aufreißen können und ein typisches Netzmuster bilden. Nach dem Schlüpfen steigen die Larven an die Oberfläche, um ihre Schwimmblase zu füllen. Von der Strömung werden die Larven ins Pelagial abgetrieben, wo sie sich von kleinem Zooplankton ernähren. Nach einigen Wochen kehren die Jährlinge ins Litoral zurück. Dort findet oft eine Umstellung der Ernährung auf Makrozoobenthos (unter anderem Insektenlarven) statt. In mesotrophen und eutrophen Seen konkurrieren die Schwärme von jungen Flussbarschen vor allem mit Cypriniden, wie zum Beispiel den Rotaugen (Rutilus rutilus), um Zooplankton und Zoobenthos. Ab einer bestimmten Größe können Flussbarsche in Abhängigkeit vom Nahrungsangebot piscivor werden. Sie ernähren sich dann zum Teil kannibalisch von kleineren Barschen, besonders aber von Cypriniden oder anderen „maulgerechten“ Fischen. Die Phase der Makrozoobenthos-Ernährung ist nicht zwingend notwendig, um piscivor zu werden. In sehr produktiven Seen können sich auch große Flussbarsche weiter von Plankton und Benthos ernähren und werden nicht piscivor. Umgekehrt können sich Barsche auch in kleineren, oligotrophen Gewässern dauerhaft etablieren, indem sie nur durch Fressen von Jungtieren der eigenen Art das Alter der Geschlechtsreife erreichen.
Ein typisches Jagdverhalten ist das sogenannte „Hochjagen“ der Beute, bei dem mehrere Barsche kleine Fischschwärme in flachere Bereiche treiben, um sie dort leichter zu erbeuten. Diese Taktik ist vor allem in nährstoffreichen Seen und langsam fließenden Flüssen zu beobachten.
In tiefen Seen überwintern die Flussbarsche einzeln in großer Tiefe. Die Tiere benötigen über mehrere Monate Temperaturen von 6 Grad Celsius und weniger, damit sich reife Keimzellen in den Gonaden entwickeln können. Nach Dreyer (1987) genügen bei deutschen Flussbarschen 150 Tage bei 10 °C zur Reifung befruchtungsfähiger Eier im weiblichen Geschlecht; der Temperaturbereich zum Erhalt reifer Spermien der Männchen liegt sogar darüber. Seit der Einführung des Kaulbarsches (Gymnocephalus cernuus) in zahlreiche europäische Seen hat der Flussbarsch einen neuen Konkurrenten bekommen. Bis jetzt ist noch nicht klar, wie sich dies in den nächsten Jahrzehnten auf die Artenzusammensetzung auswirken wird.

## Vorkommen
Der Flussbarsch ist bezüglich seines Habitats nicht spezialisiert und sehr anpassungsfähig. Er lebt in fließenden oder auch in stehenden Gewässern; man findet ihn auch im Brackwasser der Ostsee und in höher gelegenen Gebirgsgewässern bis zu einer Höhe von ca. 1000 m über dem Meeresspiegel. Der Flussbarsch meidet stark verschlammte, flache Gewässer und bevorzugt stille Gewässer oder auch langsam fließende Flüsse mit tiefen und steinigen Untergründen. Besonders gerne hält er sich in Gewässern auf, die eine vielfältige Vegetation aufweisen, da diese ihm Schutz und Nahrung bieten. In Flüssen bevorzugt der Flussbarsch die Uferzone. Junge Exemplare des Flussbarsches leben in Schwärmen in Untiefen in der Nähe des Ufers. Diese Schwärme können aus mehreren Hundert Individuen bestehen, was den jungen Fischen zusätzlichen Schutz vor Raubtieren bietet. Erwachsene Flussbarsche bevorzugen tiefere Gewässerbereiche und leben in der Regel als Einzelgänger. In den Wintermonaten ziehen sich die erwachsenen Flussbarsche oft in tiefere und ruhigere Gewässerabschnitte zurück, wo sie weniger aktiv sind.

## Verbreitung

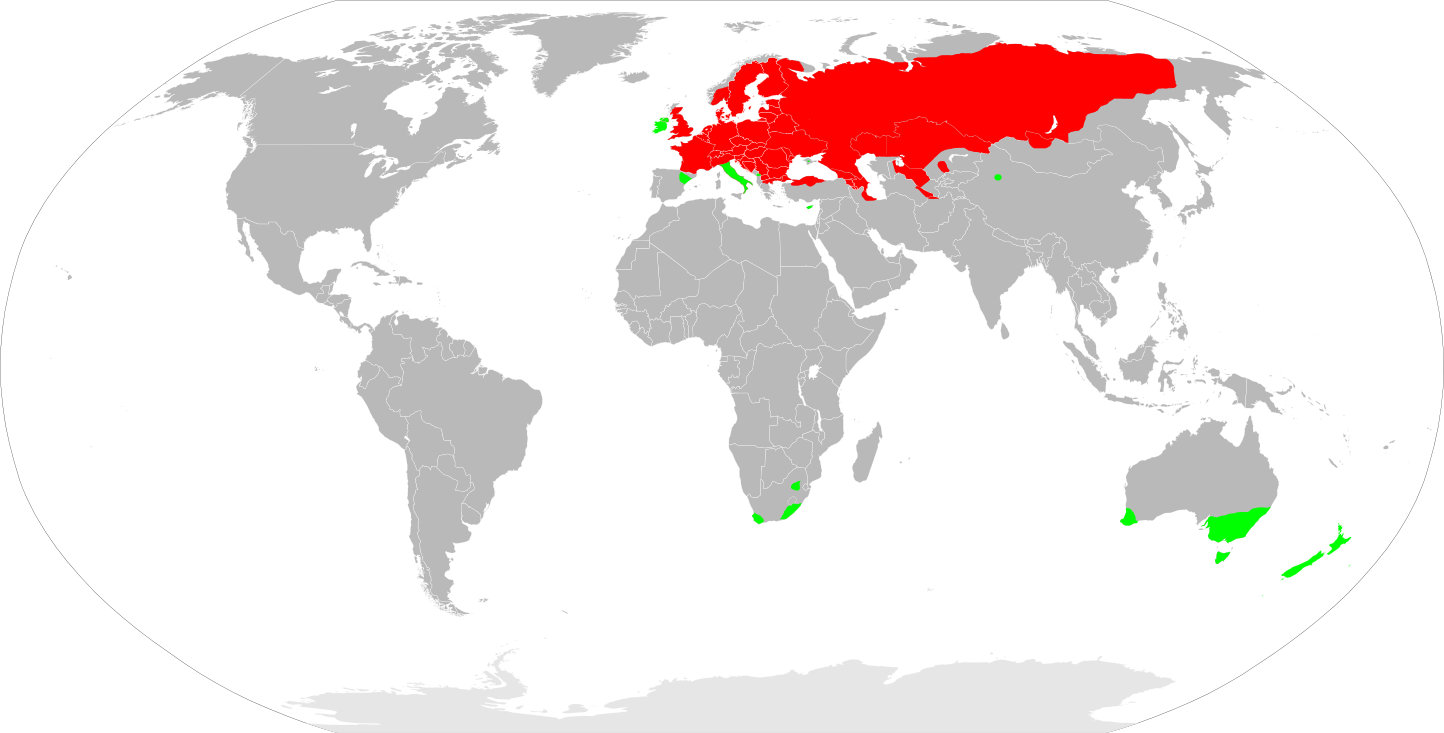
Verbreitungsgebiet:
rot – ursprüngliche Verbreitung; grün – vom Menschen eingeführt

Der Flussbarsch ist, bis auf die Iberische Halbinsel (mit Ausnahme einer Population in den Ebro-Stauseen), den Süden Italiens und den Westen der Balkanhalbinsel, in ganz Europa verbreitet. Er lebt in Anatolien in Seen nahe der Schwarzmeerküste, im größten Teil Russlands, östlich bis zur Kolyma, aber nicht im Amur und den Flüssen südlich und südöstlich davon. Der Flussbarsch tritt bis in arktische Breiten in der Republik Sacha und in Oblast Magadan in den Flüssen auf. Er lebt in Teilen der Ostsee und des Arktischen Ozeans in Brackwasser, fehlt aber im Kaspischen Meer. Der Fisch wurde nach Australien und Südafrika eingeführt.
Vom Schweizerischen Fischerei-Verband (SFV) wurde der Egli zum «Fisch des Jahres 2019» erklärt.
Der Deutsche Angelfischereiverband hat ihn zum Fisch des Jahres 2023 gewählt.

## Lebensraum und Fangmethoden

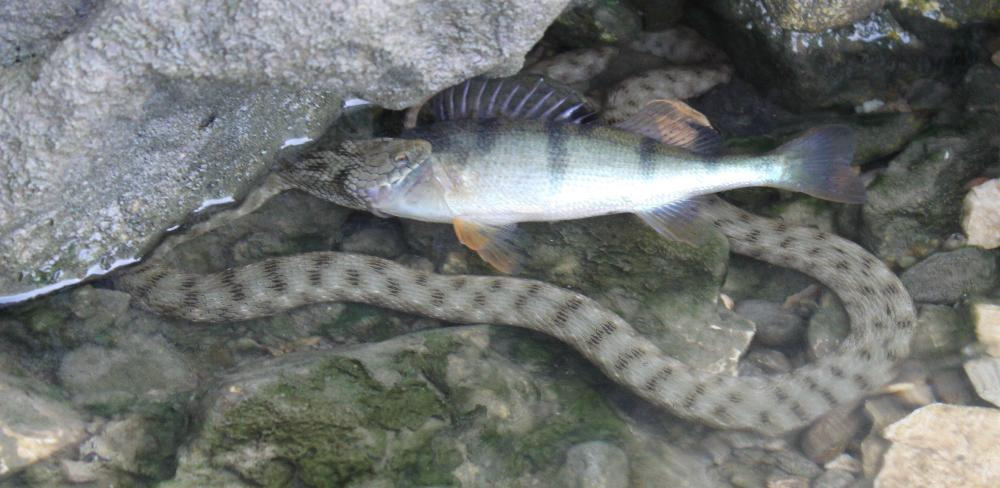
Würfelnatter in der rumänischen Donau versucht einen Flussbarsch zu verschlingen

In der Vergangenheit wurde der Barsch in der Angelliteratur oftmals nur mit einem Gewässerabschnitt in Verbindung gebracht. So spricht Z. Simek in seinem Angelführer Freude am Angeln (1975, ČSSR) vom Barsch als Tiefenfisch. Richtiger scheint dagegen, dass der Barsch durchaus zu den anpassungsfähigsten in Europa heimischen Fischen gehört und daher in fast allen Bereichen eines von ihm besiedelten Gewässers anzutreffen ist.
Der Barsch wird daher etwa in der Anglerwelt nach seinem Lebensraum (vor allem) größerer Seen in folgende drei Kategorien eingeteilt:
- der kräftig gefärbte so genannte Krautbarsch, der in der Nähe der Pflanzengürtel und des Ufers lebt
- der hellere und weniger stark gezeichnete Jadebarsch im Freiwasser sowie
- der dunklere Tiefenbarsch, der in den tieferen Wasserschichten anzutreffen ist.[8]

In allen Bereichen zeigt sich aber, dass Barsche „...eine besondere Vorliebe für Strukturen im Wasser [haben]: die bekannten Barschberge, Pfosten jeglicher Art, verankerte Schiffe, Spundwände etc., aber auch Wasserpflanzen in jeglicher Form.“
Als ausgeprägte Raubfische lassen sich Barsche mit verschiedenen Kunstködern wie etwa Spinnern, Twistern, Gummifischen verschiedener (aber meist kleinerer) Größen überlisten. Daneben gilt das Angeln mit (toten) Köderfischen als sehr erfolgreich. Kleine Fische wie etwa auch kleine Barsche oder Kaulbarsche stellen dafür geeignete Köderfische dar. Auch das Angeln mit Tauwürmern ist vielversprechend.

## Nutzung

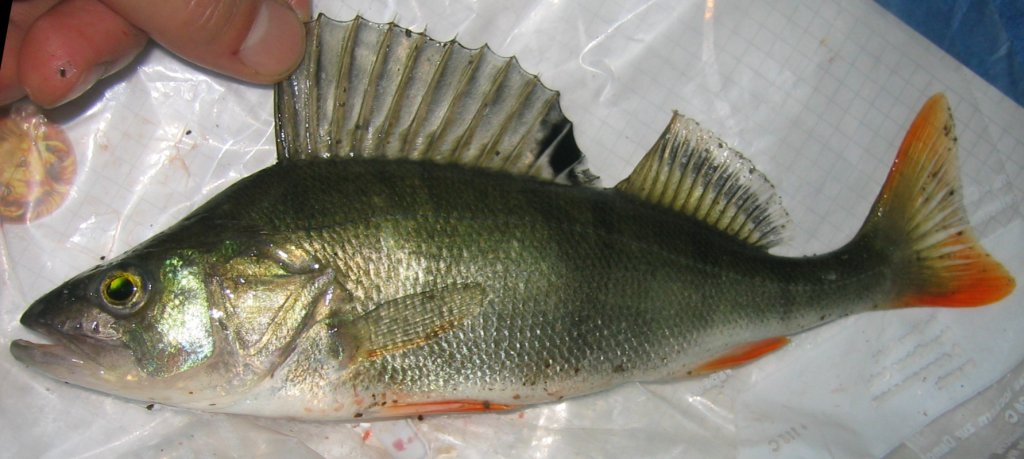
Flussbarsch aus dem Rhein

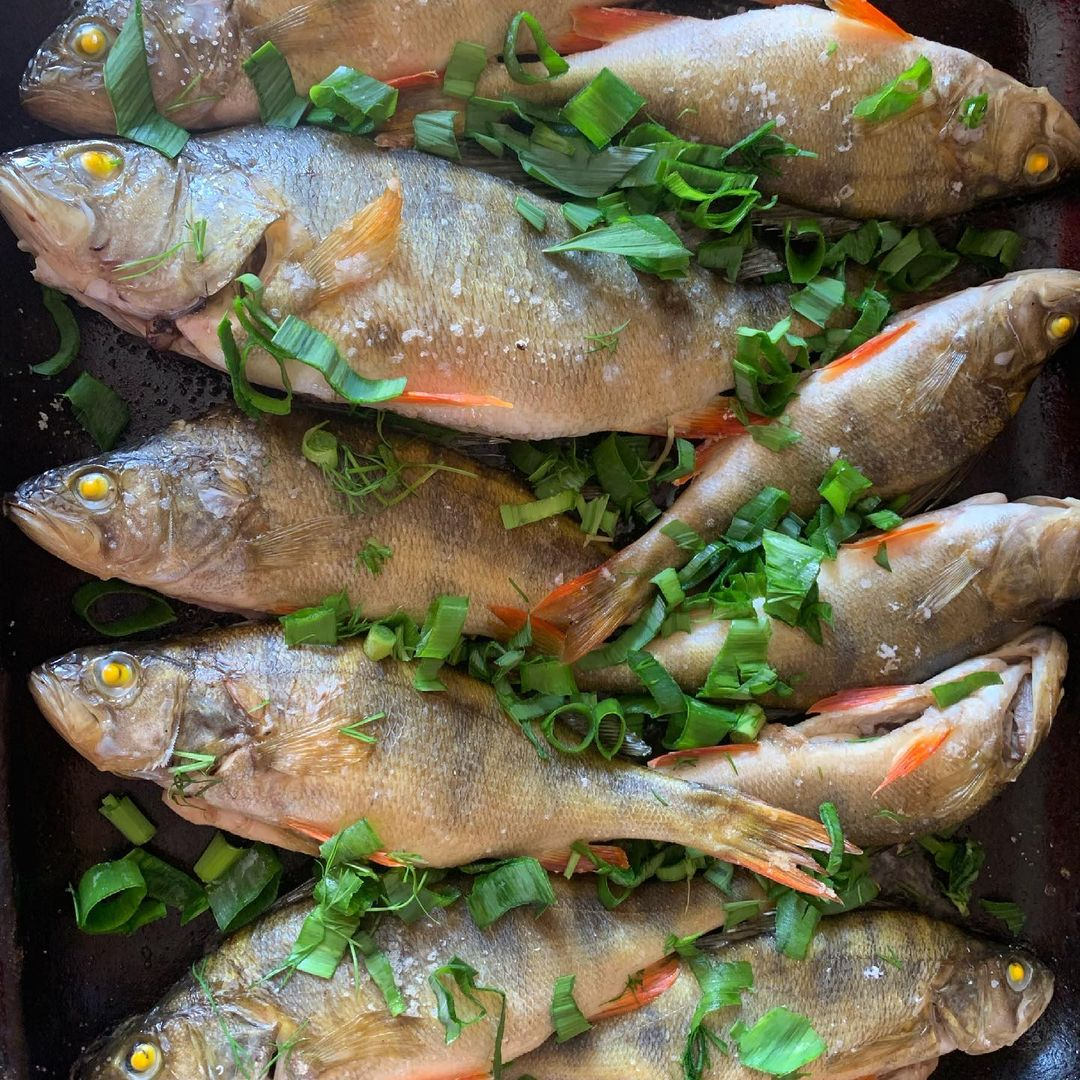
Barschgericht

Der Flussbarsch gehört aufgrund seines mageren und grätenarmen Fleisches in Mitteleuropa zu den wichtigsten im Süßwasser vorkommenden Speisefischarten aus Wildfang und wird von Fischern, Anglern, Köchen und Konsumenten gleichermaßen geschätzt.
In der Teichwirtschaft und in der Aquakultur hat der Flussbarsch in Deutschland wenig Bedeutung. In den meisten Fällen wird der Flussbarsch in einer intensiven Warmwasser-Kreislaufanlage gehalten. In Deutschland liegt die Produktionsmenge bei etwa 40 Tonnen im Jahr, was nur einen sehr kleinen Teil der 56.000 t ausmacht, die die deutsche Binnenfischerei jährlich erwirtschaftet.